# Yttersjö
Yttersjö ist ein Tätort in der nordschwedischen Gemeinde Umeå in Västerbottens län. Er liegt am See Bjännsjön etwa zwölf Kilometer westlich von Umeå, Provinzhauptstadt und zugleich Hauptort der Gemeinde. Durch den Ort führt der sekundäre Länsväg AC 512 vom Zentrum Umeås nach Gräsmyr. Zwei weitere Straßen nach Stugunäs und Degersjö zweigen hier ab.
Im Gegensatz zu vielen kleinen Orten im Norden Schwedens konnte Yttersjö seine Einwohnerzahlen mehr als verdoppeln, so dass er in der Statistik 2010 erstmals als Tätort auftrat.